# Atilio García
Atilio Ceferino García Pérez (Junín, 26 de agosto de 1914 — Montevidéu, 12 de dezembro de 1973) foi um futebolista argentino naturalizado uruguaio que jogava como atacante. É o segundo maior goleador do Campeonato Uruguaio com 208 gols em 210 partidas e o maior artilheiro da história do Nacional, com 486 gols.
Apelidado de Bigote, começou no club Moreno de sua cidade natal em 1935, e logo jogou no Platense e Boca Juniors. Em 1938, foi jogar no Uruguai, mais precisamente no Nacional, clube do qual é uma verdadeira lenda.

## Recordes
- Segundo maior goleador da história do Campeonato Uruguaio, com 208 gols.
- Jogador que mais fez gol em uma temporada no futebol uruguaio: 52 gols em 1938
- Maior goleador do clássico Nacional vs. Peñarol, com 34 gols
- Em 1939, marcou quatro gols contra o Peñarol (recorde em clássicos) e todos de cabeça.
- Durante os 13 anos que esteve no Nacional, disputou 449 partidas e marcou 486 gols, com um média de 1,08 gols por partida (um gol a cada 83 minutos).

## Títulos
Nacional
- Campeonato Uruguaio: 1939, 1940, 1941, 1942, 1943, 1946, 1947 e 1950
- Copa Aldao: 1940 e 1946

### Prêmios individuais
- Artilheiro do Campeonato Uruguaio: 1938 (20 gols)
- Artilheiro do Campeonato Uruguaio: 1939 (22 gols)
- Artilheiro do Campeonato Uruguaio: 1940 (18 gols)
- Artilheiro do Campeonato Uruguaio: 1941 (23 gols)
- Artilheiro do Campeonato Uruguaio: 1942 (19 gols)
- Artilheiro do Campeonato Uruguaio: 1943 (18 gols)
- Artilheiro do Campeonato Uruguaio: 1944 (21 gols)
- Artilheiro do Campeonato Uruguaio: 1946 (21 gols)